# Вишневский сельсовет (Беловский район)
Вишневский сельсовет — сельское поселение в Беловском районе Курской области Российской Федерации.
Административный центр — село Вишнево.

## История
Статус и границы сельского поселения установлены Законом Курской области от 21 октября 2004 года № 48-ЗКО «О муниципальных образованиях Курской области»

## Население
| 2002 | 2010 | 2012 | 2013 | 2014 | 2015 | 2016 |
| ---- | ---- | ---- | ---- | ---- | ---- | ---- |
| 1004 | ↘835 | ↘817 | ↘809 | ↗813 | ↘782 | ↘764 |
| 2017 | 2018 | 2019 | 2020 | 2021 |      |      |
| ↘752 | ↘743 | ↘732 | ↘726 | ↘688 |      |      |

## Состав сельского поселения
| № | Населённый пункт | Тип населённого пункта       | Население |
| - | ---------------- | ---------------------------- | --------- |
| 1 | Бахмутец         | хутор                        | ↘41       |
| 2 | Вишнево          | село, административный центр | ↘794      |
| 3 | Первомайский     | хутор                        | ↘0        |

## Местное самоуправление
Главы Вишневского сельсовета
- с 1 февраля 2015 года - Лаптинов Сергей Иванович[14]